# Симплициссимус (журнал)

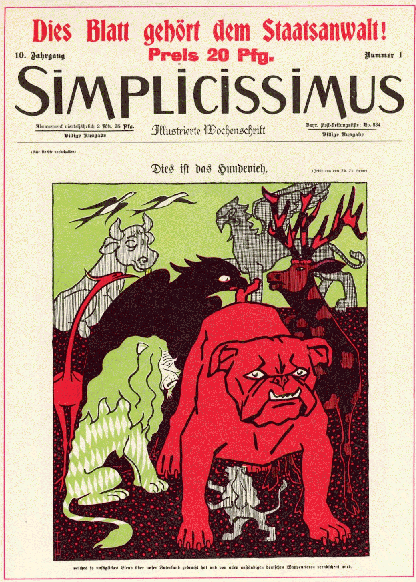

«Симплициссимус» (нем. Simplicissimus) — немецкий литературно-художественный иллюстрированный сатирический журнал, выходивший еженедельно с 4 апреля 1896 по 13 сентября 1944 года в Мюнхене. Эмблемой данного издания был рисунок, созданный художником Томасом Т. Гейне — красный бульдог на чёрном фоне. С момента закрытия журнала неоднократно предпринимались попытки его возрождения, он выпускался в 1954—1967, 1981—1982 и 1997—1998 годах.

## История
«Симплициссимус» был основан издателем Альбертом Лангеном и художником Т. Т. Гейне. сперва он рассматривался своими создателями как подобие литературно-художественного издания, по примеру французской ежедневной газеты «Gil Blas Illustré», названной в честь известного плутовского романа Аллена-Рене Лессажа, который часто печатал на своих страницах новинки литературы, ещё до того, как они появлялись в виде книг (например, «Жерминаль» Эмиля Золя), он выходил в свет с 1879 по 1914, а затем с 1921 по 1940. В дальнейшем «Симплициссимус» выпускался уже как сатирически-юмористический. Первого номера, изданного огромным тиражом в 480 тысяч экземпляров, распродано было очень мало (около 1000, по цене в 10 пфеннигов). Однако, несмотря на это, вскоре этот проект завоёвывает у читателей большую популярность и через некоторое время начинает приносить доход издателям.
Среди авторов и сотрудников журнала следует назвать следующие фамилии: Герман Гессе, Томас Манн, Генрих Манн, Эрих Кестнер, Людвиг Тома, Густав Майринк, Карл Арнольд, Франк Ведекинд, Якоб Вассерман, Альфред Кубин, Бруно Пауль, Генрих Цилле, Гуго фон Гофмансталь, Георг Гросс, Олаф Гульбранссон, Кете Кольвиц, Курт Тухольский, Свен Ланге.
Целью сатирических опусов журнала были церковь, мелкобуржуазная, мещанская мораль, внешняя политика кайзеровской Германии, чиновничество и бюрократия, реакционная военщина и прочее. В Австро-Венгрии «Симплициссимус» был запрещён, а Гейне и Ведекинд подвергались арестам в связи с обвинениями в оскорблении императорского величества. Неоднократно тираж журнала конфисковывали, а в 1898 году издатель А. Ланген был приговорён к штрафу в 30 тысяч марок. Чтобы избежать ареста, ему пришлось иммигрировать в Швейцарию, где Ланген провёл 5 лет. С другой стороны, скандальные процессы и преследования властей необыкновенно повышали популярность журнала и доходы его издателей. В связи с этим зачастую умышленно публиковались статьи, провоцировавшие затем скандалы и театральные процессы в судах. В 1904 году продавалось уже в среднем 85 тысяч экземпляров каждого номера этого издания.
С 1909 по 1914 год толщина журнала увеличилась вдвое — с 8 до 16 страниц. Во время Первой мировой войны «Симплициссимус» утратил сатирическую тональность, начал публиковать патриотические и пропагандистские материалы, а мишенью его критики стали державы — противники Германии. Такой резкий разворот на 180° шокировал многих бывших поклонников «Симплициссимуса» из рядов левой интеллигенции. В то же время некоторые деятели культуры журнал поддержали, в том числе Томас Манн. После окончания войны редакция долго не могла определиться в своей политике. В 1919—1924 годах, с одной стороны, она позволяла себе иногда довольно острую критику ситуации в Германии, с другой — продолжала держаться крайне враждебной позиции по отношению к её бывшим военным противникам, в особенности к Франции и России. Постепенно «Симплициссимус» утрачивает свою довоенную остроту и общегерманское значение, чему способствует также становление Берлина как культурного центра страны.
Положение издания начало улучшаться с 1924 года, когда редактором его становится Герман Зинсхеймер и в журнал начинают возвращаться некоторые талантливые авторы — Курт Тухольский, Кате Кольвиц, Иоахим Рингельнац и другие. В 1929 году «Симплициссимус» возглавил придерживающийся радикально-революционных взглядов журналист Франц Шёнбернер, и до 1933 года журнал вновь являлся одним из популярнейших изданий Германии. В то же время, благодаря политической отточенности статей, он очень скоро вступил в конфликт с набиравшим в стране силу нацизмом.
В марте 1933 года редакция «Симплициссимуса» была разгромлена штурмовиками СА. 23 марта издатели после угроз дали расписки, что отныне политика журнала будет вестись «в строго национальном духе», а 1 апреля редакция опубликовала обращение, в котором говорилось, что правительство снимает временный запрет на журнал в обмен на лояльность. Т. Гейне, как еврей, был изгнан из числа сотрудников издания и впоследствии иммигрировал в Чехословакию. О. Гульбранссон, К. Арнольд и часть других художников и журналистов остались на своих местах. Другой член старого коллектива, Эрих Шиллинг, прежде активный критик нацизма, с 1933 года становится его восторженным пропагандистом. Эта «позиция хамелеона» некогда уважаемого издания вызвала волну возмущения среди эмигрантов-антифашистов. Так, Клаус Манн писал: «Из всех печатаемых в Третьем рейхе гадостей для меня т. н. „сатирический“ еженедельник „Симплициссимус“ наиболее отвратителен…» (в «Новом дневнике», 1937).
В то же время издававшийся в нацистской Германии журнал сумел опубликовать немало и талантливых произведений — в том числе юмористические стихотворения Ойгена Рота, первые сочинения Вольфганга Борхерта, оригинальные рисунки художницы Франциски Билек, основоположницы современной немецкой культуры комикса. Продолжал публиковать в «Симплициссимусе» свои рисунки вплоть до его закрытия А. Кубин. 13 сентября 1944 года вышел последний номер журнала — как ответ на тиранию нацистов его весь первый лист занимал рисунок Отто Нюкеля под названием «Битва призраков», изображавший огромные, громоздящиеся руины, заполненные скелетами павших воинов с развивающимся над ними пиратским флагом.

## Преемники
В 1930-е годы в Чехословакии издавался еженедельник Simplicus, позже переименованный в Der Simpl. Он был основан немецкими эмигрантами Хайнцем Полем и Гансом Натаном как альтернатива «Симплициссимусу», печатавшему нацистскую пропаганду. В журнале публиковались антифашистские карикатуры чешских художников и немецких эмигрантов. Гейне заключил договор с редакцией, однако ничего в новом журнале не напечатал, а позже в письмах друзьям называл редакцию «алчущими наживы местными дельцами» и «бандитами и шантажистами», которые «топчутся по мёртвым телам» и, «что ещё хуже, хотят использовать моё имя». Натан это объяснял тем, что в редакции преобладали левые взгляды, а Гейне испугался, что станет «коммунистическим агитатором». В ответ Гейне получил упрёки в «странных комментариях о том, что он считает редакцию и издательство слишком еврейскими, а главного редактора слишком коммунистом». Журнал просуществовал до 1935 года: в Чехословакии нацизм становился популярнее, и в итоге журнал стали бояться продавать.
С 1946 по 1950 годы выходил немецкий журнал Der Simpl, внешне повторявший «Симплициссимус», но не называвшийся так из-за проблем с авторским правом.
В 1954—1967 годы «Симплициссимус» вновь выходил в Мюнхене под редакцией Гульбранссона, затем попытки возродить журнал предпринимались в 1981—1982 и в 1997—1998 годах.

## Журнал и Россия
В Российской империи за сатиру на самодержавие и Николая II журнал был запрещён. Тем не менее, его нелегально ввозили в страну. Павел Щербатов в своей переписке с Валентином Серовым сообщает, что ему «не приходилось видеть более блестящего журнала, как по уровню рисунков, так и в смысле остроумного текста. В России он был запрещён, так как и Россию продёргивал нередко... Я ввозил его тайно в двойном дне сундука».
После Манифеста 17 октября Зиновий Гржебин задумал сделать русский аналог «Симплициссимуса» и в итоге основал журнал «Жупел». «Жупел» был тесно связан с «Симплициссимусом»: в первом номере участники напечатали обращение, которое поместили внутри рисунка Томаса Гейне. В этом обращении было сказано: «Сотрудники Жупела через головы русской полиции шлют привет своим талантливым товарищам из Simplicissimus». В журнале также печатались объявления о том, что художники немецкого журнала примут в нём участие, однако из-за скорого закрытия этого так и не произошло. Помимо того, в «Симплициссимусе» были напечатаны несколько рисунков из «Жупела» и рисунок Гейне «Из самой тёмной Германии (Уличная сценка)» (Nach der
Straßendemonstration, gegen den blutigen Polizeieinsatz bei Demonstrationen gegen das Dreiklassenwahlrecht; №52, 1910), очень похожий на нарисованную для «Жупела» «Октябрьскую идиллию» Добужинского.
После публикации «обращения» на 1 апреля 1933 года в советском журнале «Крокодил» (№11) вышла карикатура с подписями «Где зарыта собака? Вот где зарыта собака!», изображавшая «памятник» журналу. На рисунке памятник состоял из бульдога зелёного цвета и постамента с текстом «обращения». У постамента был нарисован венок с текстом «Скажи, гадина, сколько тебе дадено».